# 波特 (紐約州耶芝縣)
波特（英語：Potter）是一個位於美國紐約州耶芝縣的鎮。

## 人口
根據2020年美國人口普查的數據，波特的面積為96.45平方千米，皆為陸地。當地共有人口1858人，而人口密度為每平方千米19人。